# Иегудиил (Табатадзе)
Архиепи́скоп Иегудии́л (груз. მთავარეპისკოპოსი იეგუდიელი, в миру Гоча Вениаминович Табатадзе, груз. გოჩა ბენიამინის ძე ტაბატაძე; род. 30 ноября 1964, Чиатура) — епископ Грузинской Православной Церкви, архиепископ Степанцминдский и Хевский.

## Биография
В 1982—1984 года проходил срочную службу в Советской армии на территории ГДР.
В 1987 году он поступил в политехнический институт на механико-машиностроительное отделение, который окончил в 1992 году.
На первой неделе Великого поста 1994 года был пострижен в монашество с именем Иегудиил.
29 января 1995 года католикосом-патриархом Илиёй II в кафедральном соборе Сиони рукопложён в сан диакона. В Лазареву субботу того же года рукоположён в сан иеромонаха.
17 июня 2000 года был возведён в сан игумена. 16 июля 2002 года возведён в сан архимандрита.
18 августа 2003 года решением Священного Синода Грузинской Православной Церкви архимандрит Иегудиил избран правящим архиереем епископом вновь учрежденной Пшав-Хевсуретской кафедры с титулом Пшав-Хевсуретский и Тианетский.
28 августа 2003 года состоялось его епископское рукоположение.
27 июня 2005 года он был переведён на Болнисскую кафедру.
21 декабря 2006 года был назначен епископом Стефанцминдским и Хевским.
24 ноября 2009 года возведён в сан архиепископа.